# Sonanus chinensis
Sonanus chinensis är en stekelart som beskrevs av Sergey A. Belokobylskij och Chen 2005. Sonanus chinensis ingår i släktet Sonanus och familjen bracksteklar. Inga underarter finns listade i Catalogue of Life.